# Rheinaue Worringen-Langel
Koordinaten: 51° 3′ 52″ N, 6° 53′ 16″ O

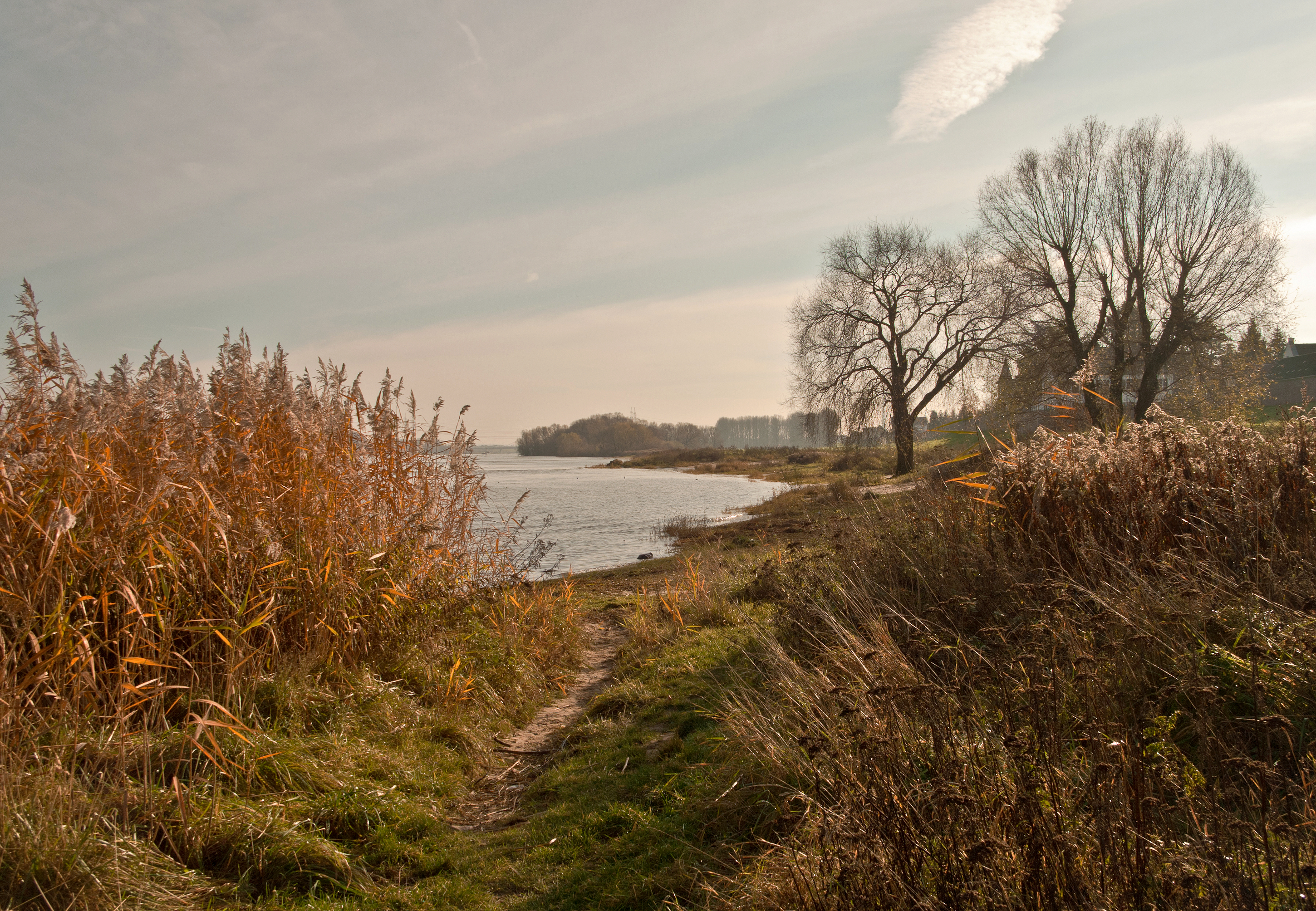
Naturschutzgebiet Rheinaue Worringen-Langel (November 2010)

Die Rheinaue Worringen-Langel ist ein 240 Hektar großes Naturschutzgebiet (seit 1991) und erstreckt sich rund 3,8 Kilometer entlang des Rheins im Stadtgebiet von Köln. Die landseitige Grenze bildet ein Hochwasserschutzdamm. Südöstlich erstreckt sich das 247,5 ha große Naturschutzgebiet Rheinaue Langel-Merkenich. 

## Beschreibung
Das Naturschutzgebiet Rheinaue Worringen-Langel besteht aus bewaldeten Bereichen, Extensivgrünland und landwirtschaftlich genutzten Flächen. Die ausgedehnten Grünlandflächen werden angereichert durch Weich- und Hartholzauenwälder sowie Tümpel und Altwässer. Ein Altarm des Rheins im Norden des Gebiets ist als tiefe Rinne noch deutlich ausgeprägt. Im Jahre 2010 wurde er vertieft, renaturiert und an eine Kette kleiner Stillgewässer mit Schilf und Röhrichten angeschlossen. Die in Teilbereichen noch weitgehend naturnah ausgebildeten Rheinufer-Saumbereiche schließen teilweise an Wiesen und Weiden an und sind ökologisch besonders wertvoll.
Der unregelmäßige Wechsel des Wasserstandes zwischen Überflutung und Trockenfallen sorgt für eine ständige Veränderung des Lebensraums durch den An- und Abtransport von Nährstoffen sowie von Materialien wie Sand und Kies, die der Fluss mit sich führt.

## Fauna und Flora
Die großflächigen Bereiche der Rheinaue bestehen aus Rheinwiesen, Röhrichten und Flutrinnen. Sie bieten eine enorme Strukturvielfalt und bilden ein Biotop für seltene und bedrohte Pflanzen und Tiere. Insgesamt konnten in der Rheinaue 93 verschiedene Vogelarten beobachtet werden, darunter Flussregenpfeifer, Flussuferläufer, Bachstelzen, Sumpfrohrsänger, Zwergtaucher, Wiesenpieper und Kiebitze. Sie finden hier genügend Platz zum Brüten, Rasten und Überwintern. Auch 50 verschiedene Wassertierarten wie verschiedene Fische, Muscheln und Krebse, sowie seltene Libellen, Schmetterlinge und andere Insekten sind in der Rheinaue beheimatet.
Weiterhin beherbergt das Naturschutzgebiet 28 seltene und geschützte Pflanzenarten, darunter die Schwanenblume, den Sumpf-Storchschnabel und den Wiesensalbei. 

## Beweidungskonzept
Im Naturschutzgebiet Worringen-Langel sind rund 31 Hektar Fläche am Rheinufer zur Landschaftspflege zwecks einer Beweidung mit Glanrindern eingezäunt. Es handelt sich dabei um eine der Ausgleichsmaßnahmen zum Bau der neuen Leverkusener Rheinbrücke. Mit diesem Beweidungskonzept soll das Naturschutzgebiet Worringen-Langel nachhaltig gesichert werden. Die Glanrinder sind eine genügsame alte Haustierrasse. Sie werden häufig in der Landschaftspflege eingesetzt. Durch das Abgrasen der Weideflächen beugen sie einer Verbuschung der Flächen vor. Auf diese Weise schützen sie zugleich die Brut- und Nistplätze seltener, teils bedrohter Tierarten.